# Văluța
Văluța – wieś w Rumunii, w okręgu Gorj, w gminie Crușeț. W 2011 roku liczyła 378 mieszkańców.